# Doryrhamphus multiannulatus
Doryrhamphus multiannulatus är en fiskart som först beskrevs av Regan 1903.  Doryrhamphus multiannulatus ingår i släktet Doryrhamphus och familjen kantnålsfiskar. Inga underarter finns listade i Catalogue of Life.